# 아사히 수퍼드라이

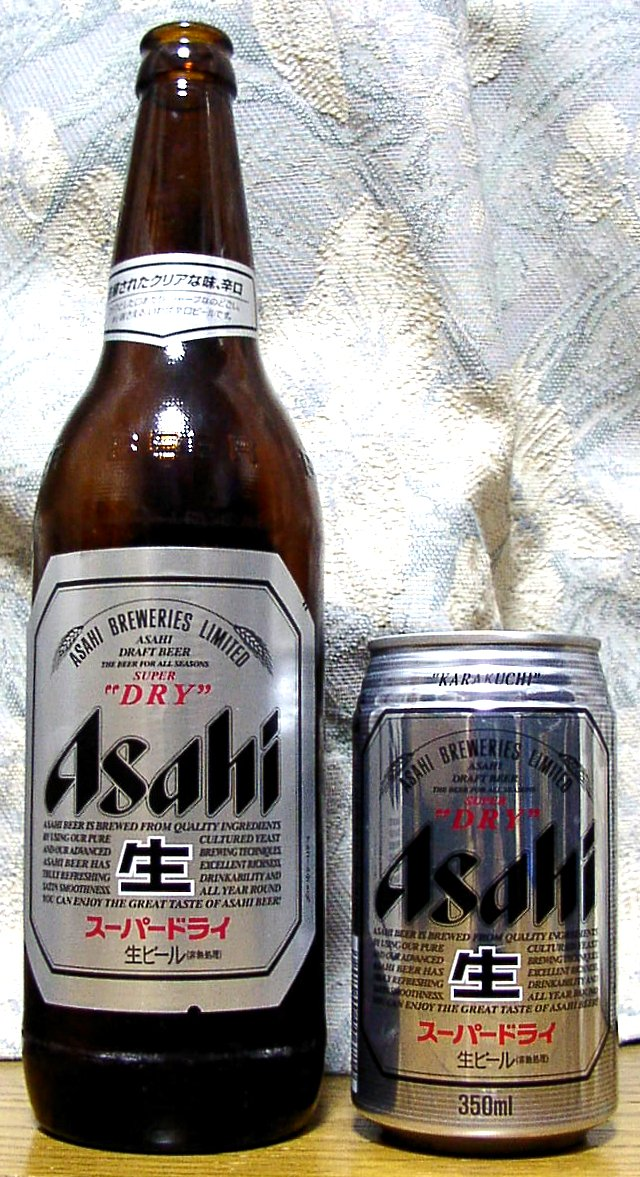
아사히 수퍼드라이

아사히 수퍼드라이(일본어: アサヒスーパードライ, 영어: Asahi Super Dry)는 일본 굴지의 맥주 회사인 아사히 맥주가 제조, 판매하는 맥주 브랜드이다. 1987년 2월부터 판매가 시작되었다. 스타일은 드라이 맥주이다. 아사히 수퍼드라이의 출시로 일본의 맥주 시장에 드라이 맥주라는 장르가 정착했다. 또한 일본의 맥주 업계에서 발생한 드라이 전쟁의 발단이 된 맥주이다.